# Аксаріха (присілок)
Аксарі́ха (рос. Аксариха) — присілок у складі Комишловського району Свердловської області. Входить до складу Восточного сільського поселення.
Населення — 65 осіб (2010, 105 у 2002).
Національний склад станом на 2002 рік: росіяни — 95 %.